# وليام كاري
وليام كاري (بالإنجليزية: William Carey (missionary))‏ (و. 1761 – 1834 م) هو عالم نبات، ومترجم، ومبشر، ومترجم الكتاب المقدس من المملكة المتحدة .
توفي في كلكتا ، عن عمر يناهز 73 عاماً. وهو أبو الارساليات الحديثة حيث ارسل للهند عام 1793 مرسلين للكرازة بالمسيحية هناك وقد قام بترجمة الإنجيل إلى 44 لغة.

## أعمال بارزة
من أهم أعماله:
- Dialogues, Intended to Facilitate the Acquiring of the Bengali Language.

## روابط خارجية
- وليام كاري على موقع الموسوعة البريطانية (الإنجليزية)
- وليام كاري على موقع إن إن دي بي (الإنجليزية)